# Matrículas automovilísticas de Perú

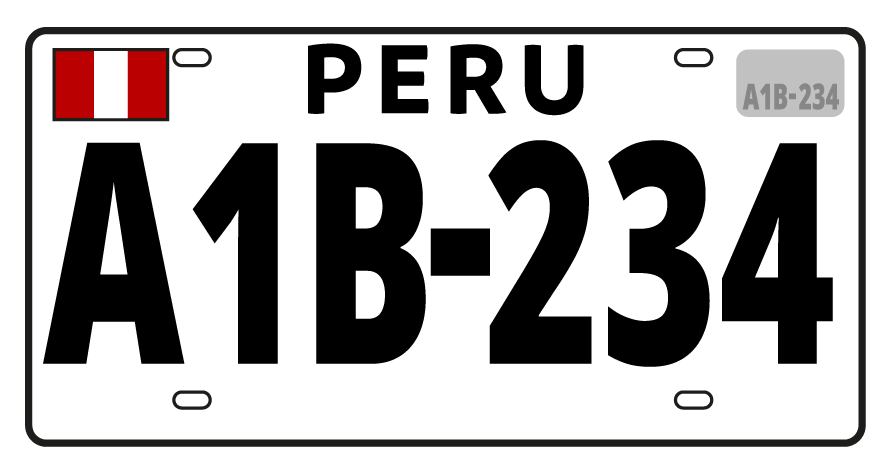
Matrícula actual

Perú requiere que sus residentes registren sus vehículos automotores y muestren las placas de matrícula de los vehículos. Las placas actuales son el estándar norteamericano de 6 × 12 pulgadas (152 × 300 mm).
Todos los vehículos están obligados a exhibir placas en la parte delantera y trasera. Curiosamente, los taxis en Perú también están obligados a mostrar los caracteres de las placas en cada lado del vehículo, esto se hace con una calcomanía grande. Además, el proceso de cambio de vehículo particular a público obliga a cambiar su nueva placa.
En Perú las placas vehiculares antiguas estaban compuestas por 2 letras y 4 números, separados por un guion, y eran de fondo blanco con letras y números negros. 
Desde 1995 están compuestas por 2 letras y 4 números o 3 letras y 3 números, separados por un guion, y son de fondo blanco con letras y números negros. Todas las placas de rodaje llevan en la parte superior las letras PE.

## 1924 - 1973: Matrículas anteriores
Las placas emitidas hasta 1973 venían en una variedad de colores y estilos. Muchos años tuvieron nombres de ciudades que crearon muchas placas diferentes cada año.
| Imagen | Año  | Tipo               | Eslogan | Formato serial | Seriales emitidos | Notas |
| ------ | ---- | ------------------ | ------- | -------------- | ----------------- | ----- |
|        | 1963 | Carro de pasajeros | Ninguna | 1-23-45        |                   |       |
|        | 1966 | Carro de pasajeros | Ninguna | 12 34-56       |                   |       |

## 1974 - 1995 Codificación

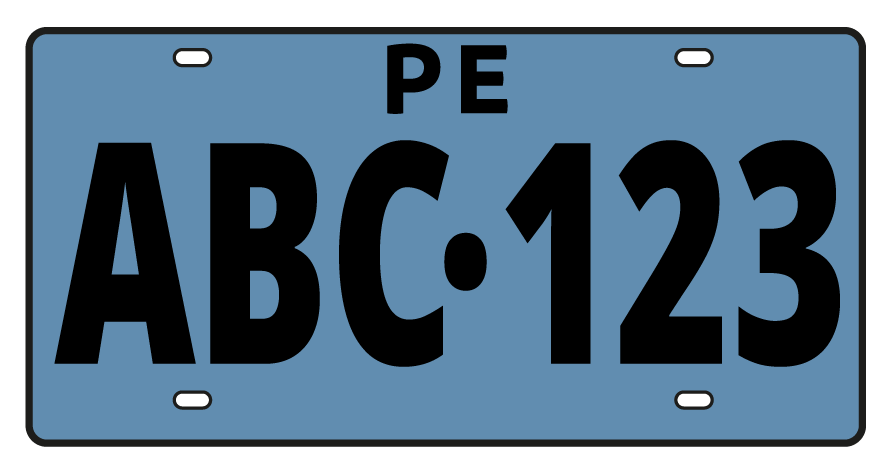
Matrícula peruana en formato antiguo.

La primera letra de la placa indica el tipo de vehículo.
| Letra(s)                           | Tipo                                  |
| ---------------------------------- | ------------------------------------- |
| A, B, C, D, E, F, G, H, I, J, K, L | Automóvil                             |
| M, N                               | Vehículo automotor menor, motocicleta |
| O, P                               | Camioneta tipo pick-up                |
| Q                                  | Camioneta panel                       |
| R                                  | Camioneta rural, SUV                  |
| S, T                               | Station wagon                         |
| U, V                               | Ómnibus                               |
| W, X                               | Camión                                |
| Y                                  | Remolcador                            |
| Z                                  | Remolque, semirremolque               |

La segunda letra indica la zona registral donde se inscribió el vehículo.
| Letra(s)   | Tipo          | Letra(s) | Tipo             |
| ---------- | ------------- | -------- | ---------------- |
| A          | Tumbes        | N        | Cerro de Pasco   |
| B          | Piura         | P        | Junín            |
| C          | Lambayeque    | R        | Huancavelica     |
| D          | La Libertad   | S        | Ayacucho         |
| E          | Ancash        | T        | Apurímac         |
| F          | Ica           | U        | Puno             |
| G, I, O, Q | Lima y Callao | V        | Madre de Dios    |
| H          | Arequipa      | W        | Amazonas         |
| J          | Moquegua      | X        | San Martín       |
| K          | Tacna         | Y        | Loreto y Ucayali |
| L          | Cajamarca     | Z        | Cusco            |
| M          | Huánuco       |          |                  |

## Placas de rodaje azules y amarillas
Cuando en una zona registral se acaban las series de dos letras y cuatro números se empiezan a usar tres letras y tres números. Son de letras negras y fondo amarillo, en el caso de automóviles sedan y station wagon, y fondo azul en el caso de camiones Pick Up, rural, SUV. En este caso la tercera letra es un correlativo y no tiene significado alguno. La zona registral de Lima y Callao fue la primera en usar este tipo de placas, desde 1996.
| Imagen | Año  | Tipo               | Eslogan | Formato serial | Seriales emitidos | Notas |
| ------ | ---- | ------------------ | ------- | -------------- | ----------------- | ----- |
|        | 2008 | Carro de pasajeros | Ninguna | AB-1234        |                   |       |

## Nuevo Sistema Integral de Identificación Vehicular (SIIV)

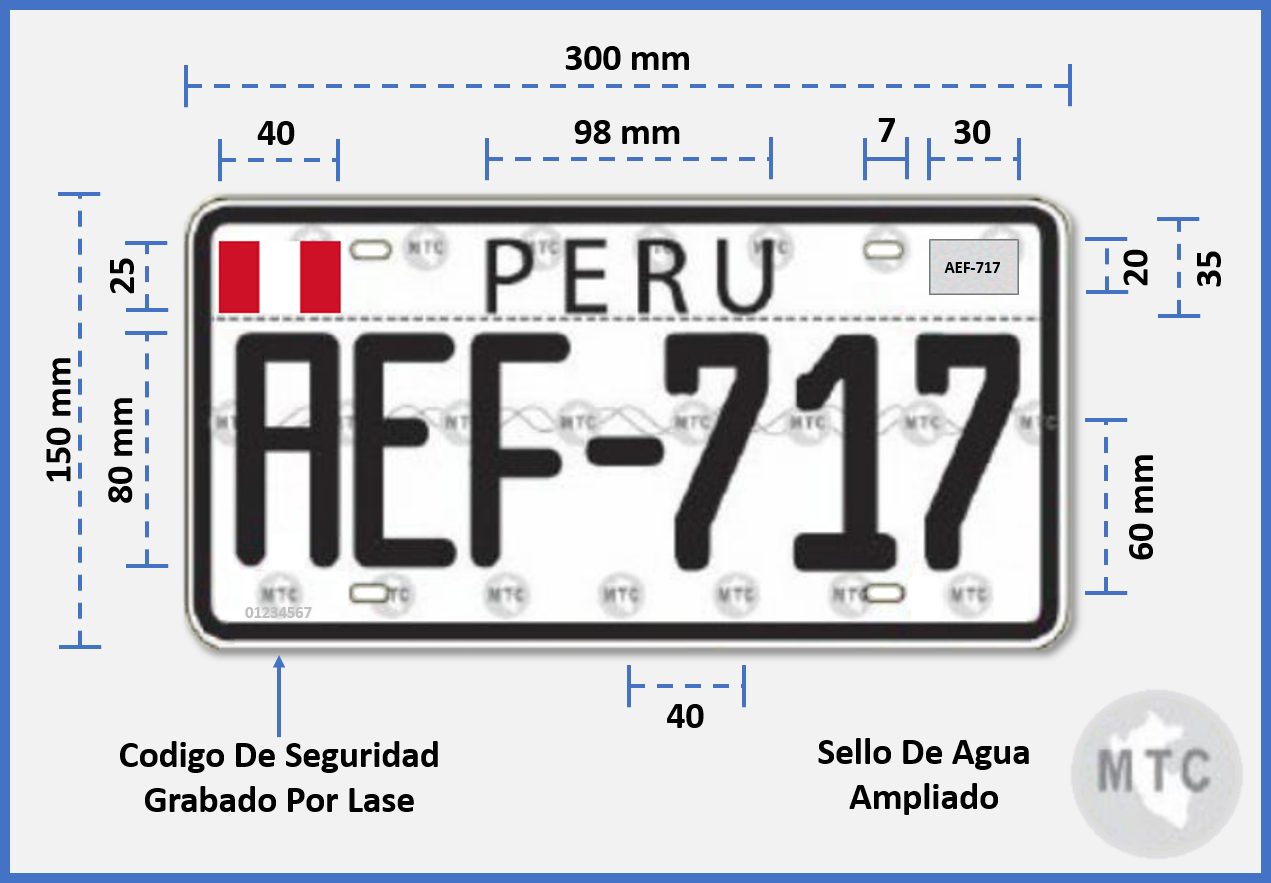
Dimensiones de la placa 2010

A partir del 1 de enero del 2010 entró en vigencia el nuevo reglamento de Placas de Rodaje, el cual tiene como novedad la inclusión de un distintivo holográfico de seguridad (Tercera Placa), el cual va pegado en el parabrisas delantero del vehículo.
Las nuevas matrículas constan de 2 caracteres y cuatro números para el caso de vehículos menores y de 3 caracteres y 3 números para el caso de vehículos mayores.
La primera letra en todos los casos significa la zona registral donde está inscrito el vehículo.
El rediseño de las placas peruanas incluyó muchos cambios. La bandera nacional de Perú se muestra en color, sin el escudo, en la esquina superior izquierda. La palabra Perú está centrada en la parte superior con todas las letras mayúsculas. Hay una etiqueta holográfica en la parte superior derecha con el número de placa y nanotexto, y cualquier intento de eliminarlo causará su destrucción. El fondo de la placa tiene una lámina reflectante que contiene un sello de alta seguridad (marca de agua). En la parte inferior izquierda de la placa, un número de serie de seguridad está grabado con láser en la placa. En el fondo del centro de la placa hay una onda sinusoidal tridimensional entrelazada. Las placas son de aluminio y miden 150 mm de alto por 300 mm de ancho, excepto para motocicletas que miden 110 mm de alto por 190 mm de ancho. El sello holográfico también es más pequeño en las placas de la motocicleta.
Además se establece un código adicional en la parte inferior para determinar si la placa fue duplicada legalmente por la Asociación Automotriz.
| Primera Letra       | Región(s)                        | Área de registro |
| ------------------- | -------------------------------- | ---------------- |
| A, B, C, D, F       | Lima y Callao                    | 9                |
| E*                  | No utilizado                     |                  |
| G, I, J, N, O, Q, R | Reservado para uso futuro        |                  |
| H                   | Ancash                           | 7                |
| L                   | Loreto                           | 4                |
| M, K                | Amazonas, Cajamarca y Lambayeque | 2                |
| P                   | Tumbes y Piura                   | 1                |
| S                   | San Martín                       | 3                |
| T                   | La Libertad                      | 5                |
| U                   | Ucayali                          | 6                |
| V                   | Arequipa                         | 12               |
| W                   | Huanuco, Junín y Pasco           | 8                |
| X                   | Apurimac, Cuzco y Madre de Dios  | 10               |
| Y                   | Ayacucho, Ica y Huancavelica     | 11               |
| Z                   | Moquegua, Puno y Tacna           | 13               |
| I                   | Ayacucho                         | Al parecer 1     |

*La letra inicial "E" designa las placas que están en la categoría Especial de placas (diplomática/gracia, de emergencia, exhibición, gubernamental, policía, rotativa y temporal).
El segundo y tercer carácter son solo correlativos y pueden ser alfanuméricos. Todas las placas llevan la palabra "PERÚ" en la parte superior central de la plancha metálica y una bandera peruana en la parte superior izquierda. Como elementos de seguridad lleva una calcomanía holográfica en la parte superior derecha y un número de serie único para cada juego de placas en la parte inferior izquierda. 

### Placas ordinarias
Las placas para vehículos particulares son de color blanco, para vehículos de carga color amarillo, color verde para la policía, color rojo para ambulancias y carros de bomberos, anaranjadas para vehículos de exhibición, blancas con una franja amarilla para taxis, blancas con una franja verde para transporte público urbano y blancas con una franja anaranjada para vehículos de transporte interprovincial.
| Imagen | Tipo                | Formato serial             | Publicaciones seriadas | Notas |
| ------ | ------------------- | -------------------------- | ---------------------- | --- |
|        | Automóvil           | A1B-234, AB1-234, ABC-123  |                        | Las placas terminan en el número 000-699 |
|        | Taxi                | A1B-234                    |                        | Las placas terminan en el número 600-699. |
|        | Bus urbano          | A1B-234                    |                        | Las placas terminan en el número 700-949. |
|        | Bus interprovincial | A1B-234                    |                        | Las placas terminan en el número 950-969. |
|        | Bus para turismo    | A1B-234                    |                        | |
|        | Remolque            | A1B-234, AB1-234, ABC-123, |                        | Las placas terminan en el número 970-999 |
|        | Camión              | A1B-234, AB1-234, ABC-123, |                        | Las placas terminan en el número 700-949 |
|        | Motocicleta grande  | AB-1234                    |                        | Aunque a menudo se cita como mototaxis, esta serie abarca todas las motocicletas de más de 50cc o aquellas capaces de más de 50 kph. Las placas terminan en los números 6000-9999. |
|        | Motocicleta pequeña | AB-1234                    |                        | Las placas terminan en el número 0000-5999. |

### Placas especiales
Para el cuerpo diplomático son de color blanco con letras rojas y para los vehículos oficiales del gobierno son de color blanco. Por último las placas de uso policial, bomberil, ambulancias, gubernamental, diplomáticas y de exhibición llevan como prefijo la letra "E" (de especial) al comienzo de sus matrículas.
| Imagen | Tipo          | Formato serial | Publicaciones seriadas | Notas |
| ------ | ------------- | -------------- | ---------------------- | --- |
|        | Emergencia    | E UA-123       |                        | Ambulancias y vehículos contra incendios |
|        | Exhibición    | E EX-123       |                        | Placas asignadas a un vehículo antes de que el vehículo haya recibido su registro permanente.                                                     |
|        | Gracia        | E CD-123       |                        | CC: Cuerpo Consular CD: Cuerpo Diplomático MI: Misión Internacional TA: Personal Técnico Administrativo                                           |
|        | Gubernamental | E GA-123       |                        | |
|        | Policial      | E PA-123       |                        | |
|        | Rotativa      | E RM-123       |                        | Placas asignadas a un vehículo usado que se trae al país para su reparación o para su venta. Estas placas son buenas por un máximo de siete días. |
|        | Temporal      | E ZA-123       |                        | Placas asignadas a un vehículo al ingresar temporalmente al país. Las placas deben devolverse a la autoridad aduanera cuando salen del país.      |

### Placa del 'Papamóvil'

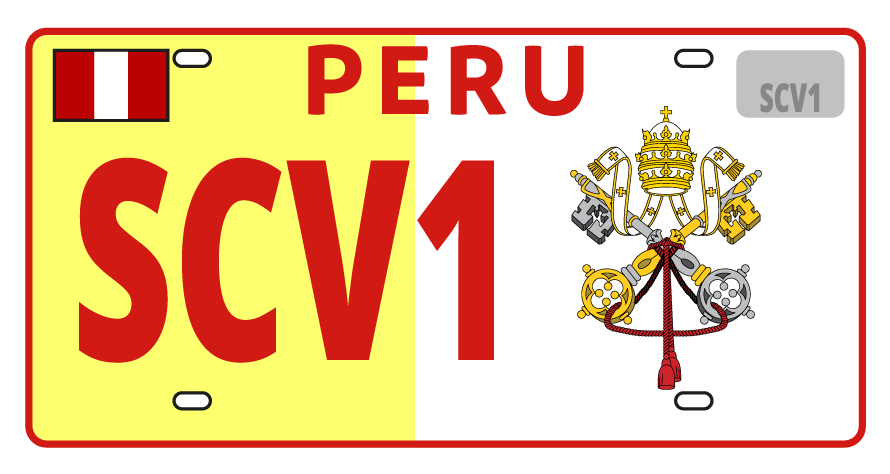
Placa emitida para la visita del Papa a Perú en 2018

Para la visita del Papa católico, Francisco, del 18 al 21 de enero de 2018, se crearon placas especiales. Estas placas tienen todas las mismas características de seguridad que las placas normales, pero el color, el amarillo y el blanco, que son los colores oficiales de la Santa Sede, las letras y el uso del escudo de armas del Vaticano, son exclusivos de estas placas. Se produjeron tres matrículas del estilo que se muestra aquí. Además, se entregaron 30 placas de exhibición para la delegación papal.